# Lesnoye (Krasnodar)
Lesnoye (del ruso: Лесно́е) es un seló del distrito de Ádler de la unidad municipal de la ciudad-balneario de Sochi, en el krai de Krasnodar de Rusia, en el sur del país (Cáucaso occidental). Está situado a orillas del río Psajó, afluente del Kudepsta, 20 km al sureste de Sochi y 181 km al sureste de Krasnodar. Tenía 423 habitantes en 2010.
Pertenece al municipio rural Moldovski.

## Historia

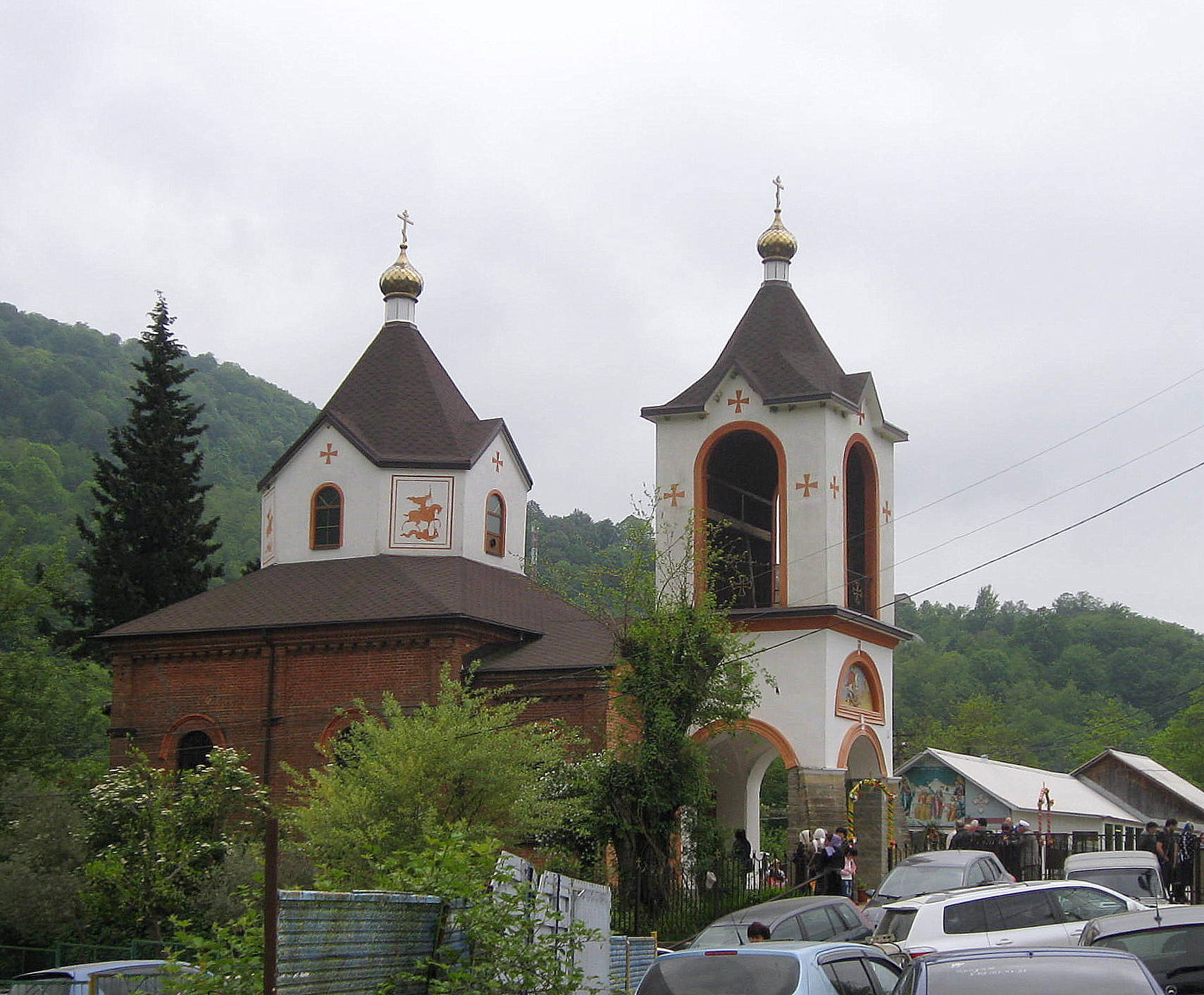
Iglesia ortodoxa griega de San Jorge.

La localidad fue fundada en 1848 por colonos rusos y griegos como Kura-Menze en el lugar conocido como Psago. En 1872 llegaron a la población 59 familias adigué y el lugar pasó a ser conocido como aul Leshu. Estas familias serían trasladadas al aul Bolshói Kichmái en el valle del río Shajé cuatro años más tarde, en 1876.

## Lugares de interés
Cabe destacar como monumento religioso, la iglesia ortodoxa griega de San Jorge y el Monasterio femenino de la Trinidad y San Jorge. En los alrededores se hallan las ruinas de los templos cristianos Lesnoye I, Lesnoye II Kriyón-Nerón.

## Transporte
Al seló se llega por una carretera desde Galítsyno.